# Svenska Emigrantinstitutet

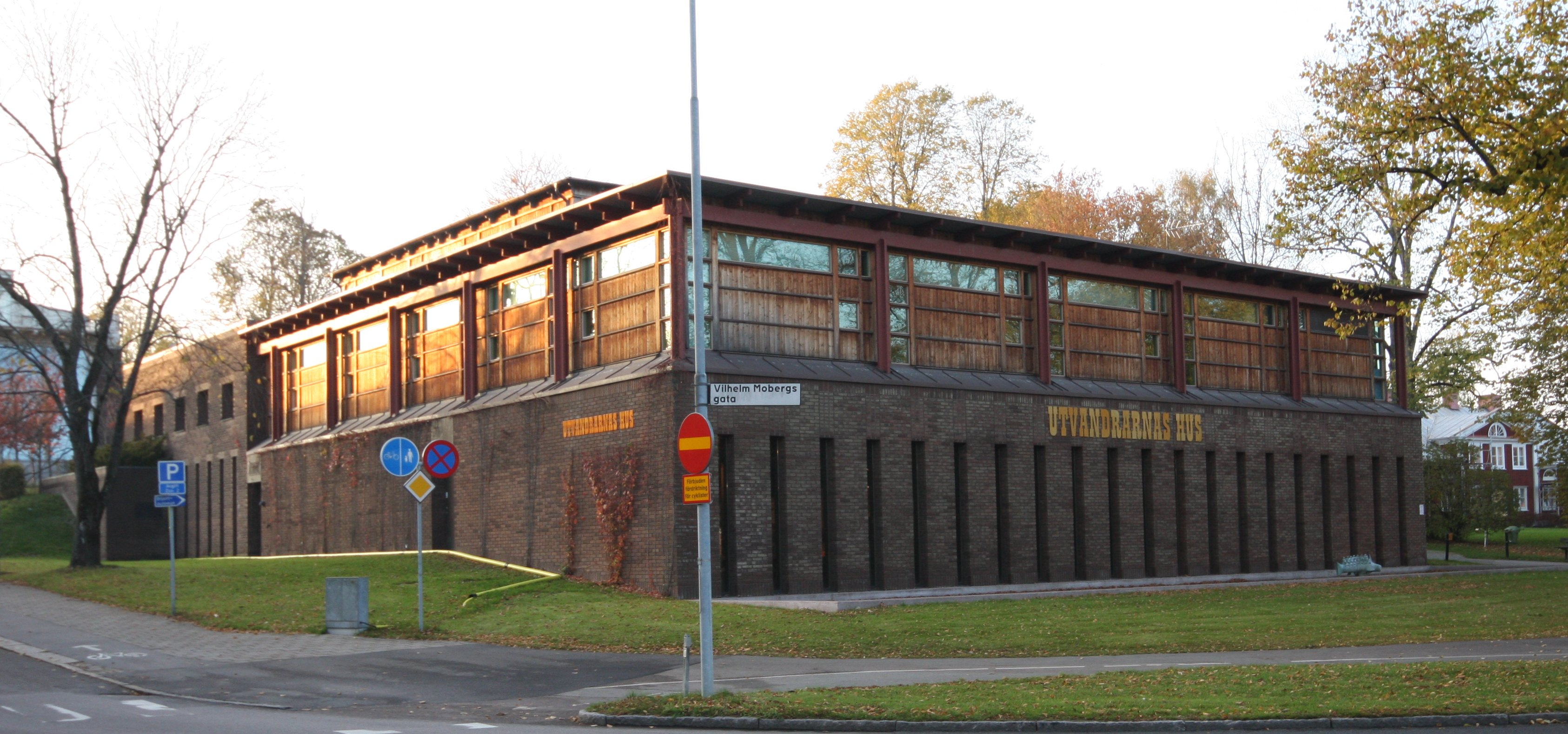
Utvandrarnas hus.

Svenska Emigrantinstitutet grundades 1965 och finns i Utvandrarnas hus i Växjö. Emigrantinstitutets syfte är att främja emigrationsforskningen och stärka kontakterna med svenska utvandrare och deras ättlingar. Verksamheten inriktas inte enbart på den omfattande Amerikautvandringen utan även emigrationen till Australien, Sydamerika, Danmark, Tyskland och andra länder. Ett samarbete med Universitetet i Växjö har upprättats och sedan 1995 forskas det nu även kring nutida invandring.
Svenska Emigrantinstitutet är en nationell institution som vilar på hörnstenarna arkiv, bibliotek, forskning och utställningsverksamhet. 
Basutställningen Drömmen om Amerika skildrar Amerikautvandringen 1840–1930. Besökarna får med hjälp av skalmodeller, fotografier, statistik, ljudstationer, datorer, originalföremål och konstverk grundläggande kunskap om utvandringens bakgrund, överfarten till Amerika, bosättningen och förhållanden i det nya landet. Dessutom kan besökarna gå in på Snusgatan och uppleva livet i Svensk-Amerika.
Emigrantinstitutets förste chef under åren 1966–2002 var Ulf Beijbom. Han efterträddes av Per Nordahl.